# Привет, дуралеи!
«Привет, дуралеи!» — российский кинофильм Эльдара Рязанова, снятый в 1996 году.
Как указывалось в «Коммерсанте»: «Денег у Роскомкино ни для кого не было и нет. Поэтому, чтобы запустить свою картину, Рязанову пришлось пойти к министру финансов просить средства для всего российского кино. И только после этого Министерство кино часть выбитых самим же Рязановым средств выделило ему лично — на „Дуралеев“».

## Сюжет
В фильме повествуется об истории обычного московского мойщика памятников Юры (Вячеслав Полунин), которому в середине 1990-х годов приснилось, что он — богатый обрусевший француз, спрятавший в годы революции сокровища в тайнике, чьё местонахождение знала только его русская жена (Татьяна Друбич). Казалось, что это был лишь сон, но спустя некоторое время Юра обнаруживает у себя французские корни, девушку, похожую на свою жену во сне, и даже квартиру, в которой спрятаны сокровища.

## В ролях
- Вячеслав Полунин — Юра Каблуков (Каблук), мойщик памятников / Огюст Дерулен, офтальмолог-француз, дедушка Ксении (обе роли озвучивает Андрей Мягков)
- Татьяна Друбич — Ксения Засыпкина, продавщица книг / Полина Дерулен, бабушка Ксении
- Татьяна Догилева — Светлана, бывшая жена Юры, миллионерша
- Борис Щербаков — Фёдор, водитель, стрелок и народный умелец
- Александр Ширвиндт — лидер «социал-социалистической» партии, явная пародия одновременно на Зюганова и Жириновского
- Ольга Волкова — врач-окулист
- Вячеслав Кулаков — Толик, водитель Светланы
- Александр Пашутин — пьяный командир революционных матросов из сна Юры
- Андрей Смоляков — Володя, телохранитель
- Сергей Степанченко — Стёпа, телохранитель
- Анатолий Руденко — Митрофан, сын Юры
- Руслан Ахметов — заказчик
- Алексей Булдаков — прораб с Украины
- Николай Гаро — жених Ксении
- Никита Померанцев — жених Ксении
- Эльдар Рязанов — Николай Тимофеевич, директор книжного магазина
- Ян Цапник — агент по недвижимости
- Постановщик трюков: Сергей Воробьёв

## Съёмки
Фильм начал снимать оператор Владимир Нахабцев, снявший до этого с Рязановым 7 картин, но вскоре отснятый материал не удовлетворил режиссёра и вместо Нахабцева съёмки продолжил оператор Павел Лебешев. Впоследствии Рязанов узнал о тяжёлой болезни Нахабцева, ставшей причиной его ухода с картины.